# Moulin à vent de la Garde
Le moulin à vent de la Garde est un moulin situé à Avrillé, en France.

## Localisation
Le moulin est situé dans le département français de Maine-et-Loire, sur la commune d'Avrillé.

## Historique
L'édifice est inscrit au titre des monuments historiques en 1982.

## Galerie

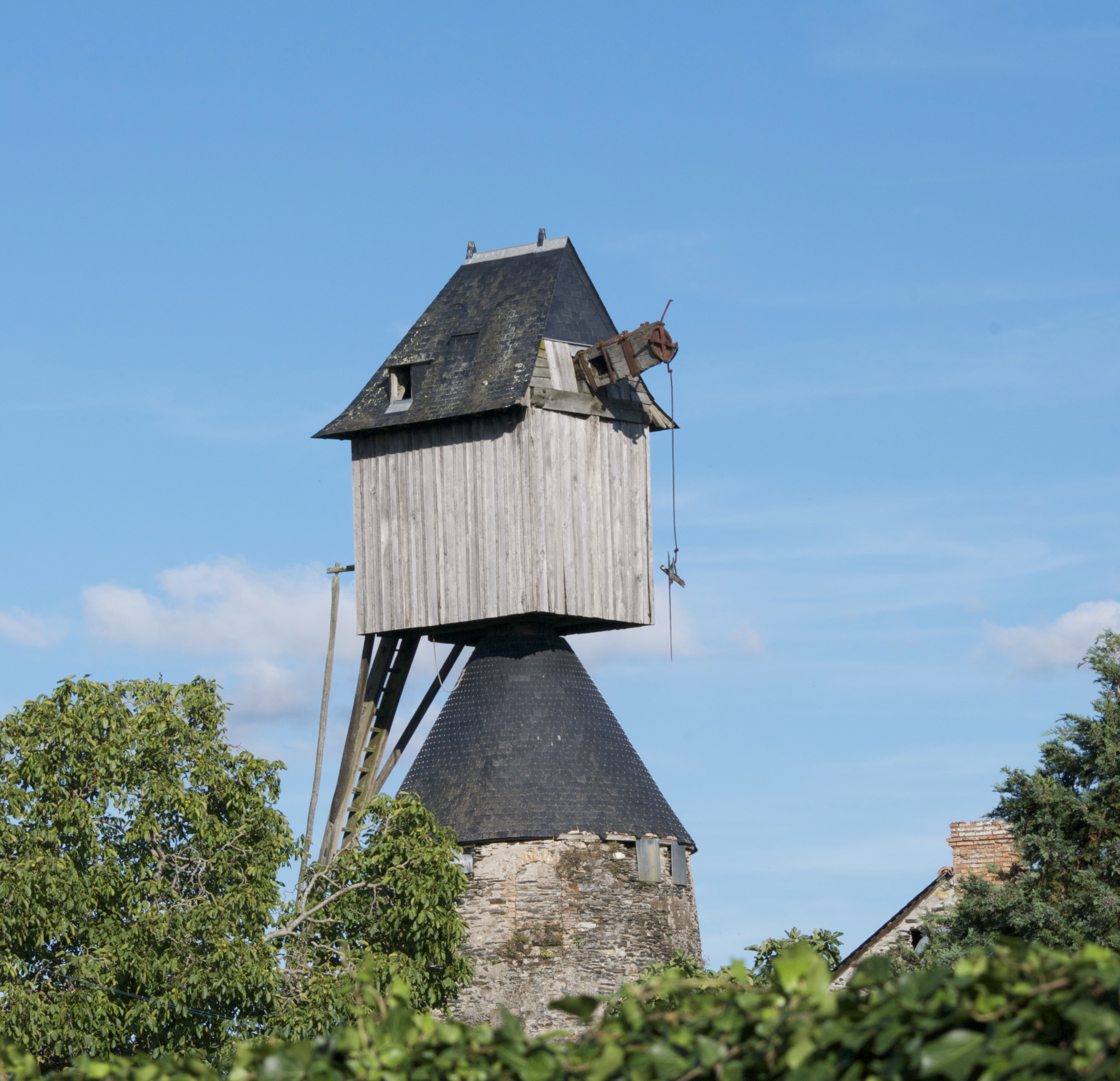
Vue de droite
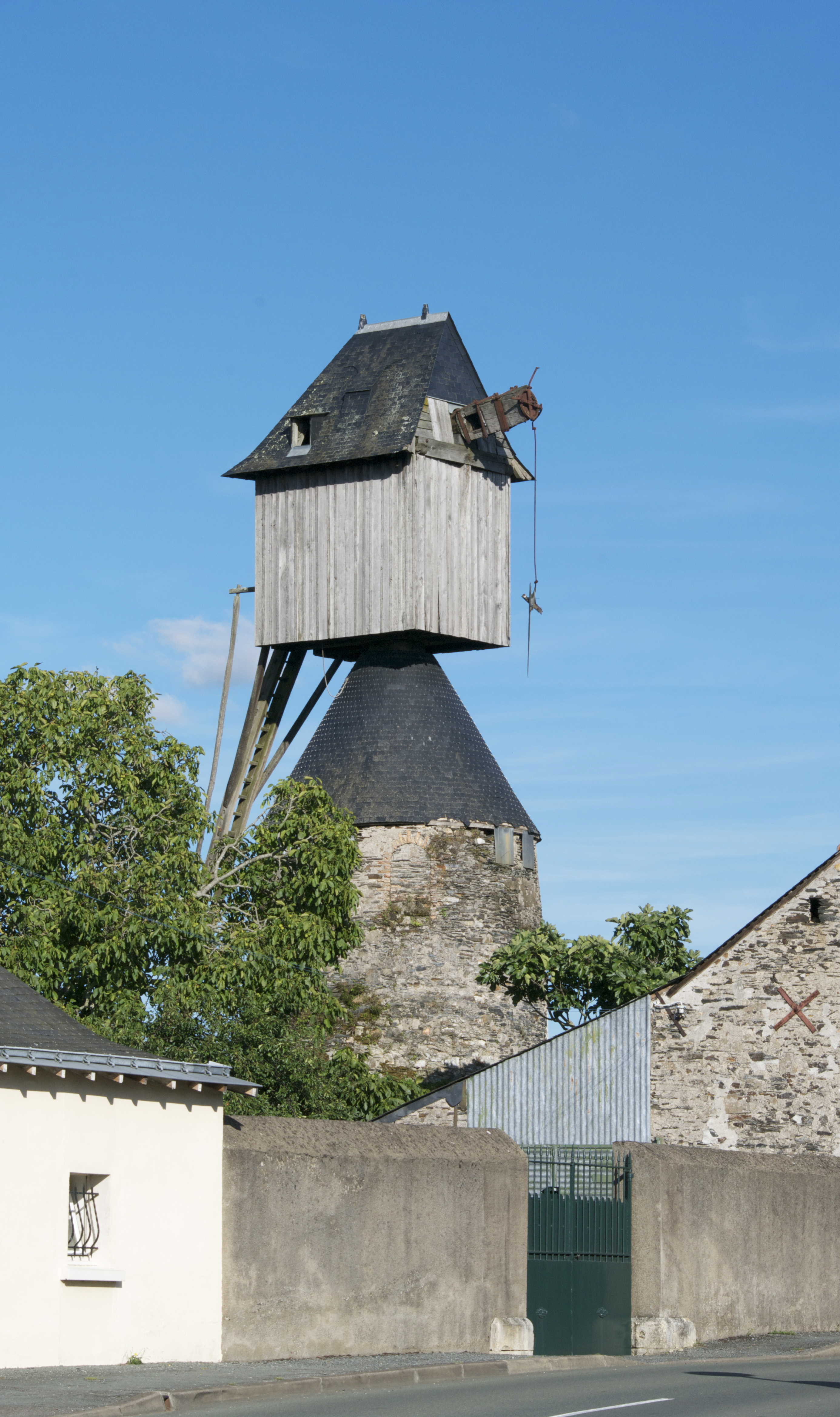
Vue de droite
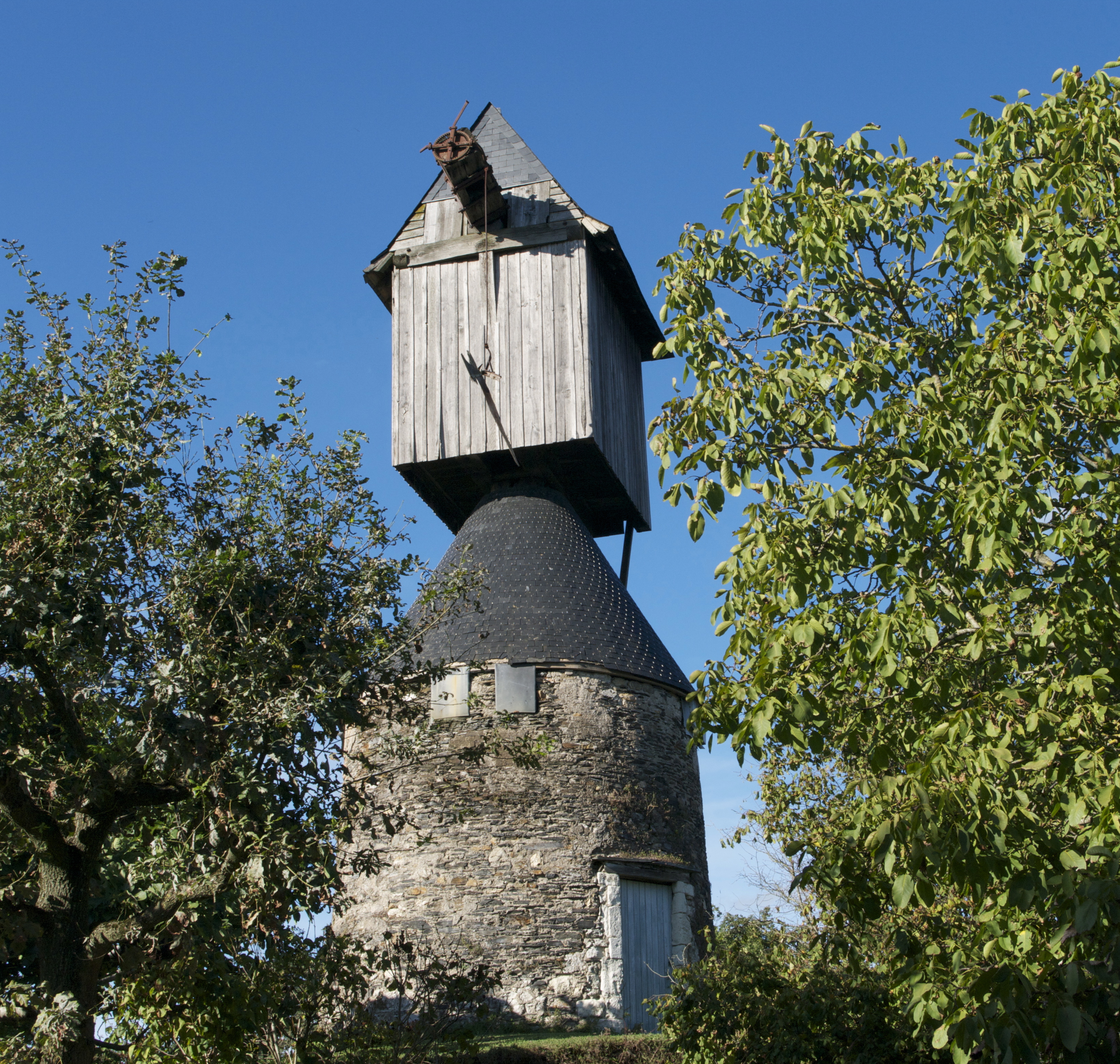
Vue de face
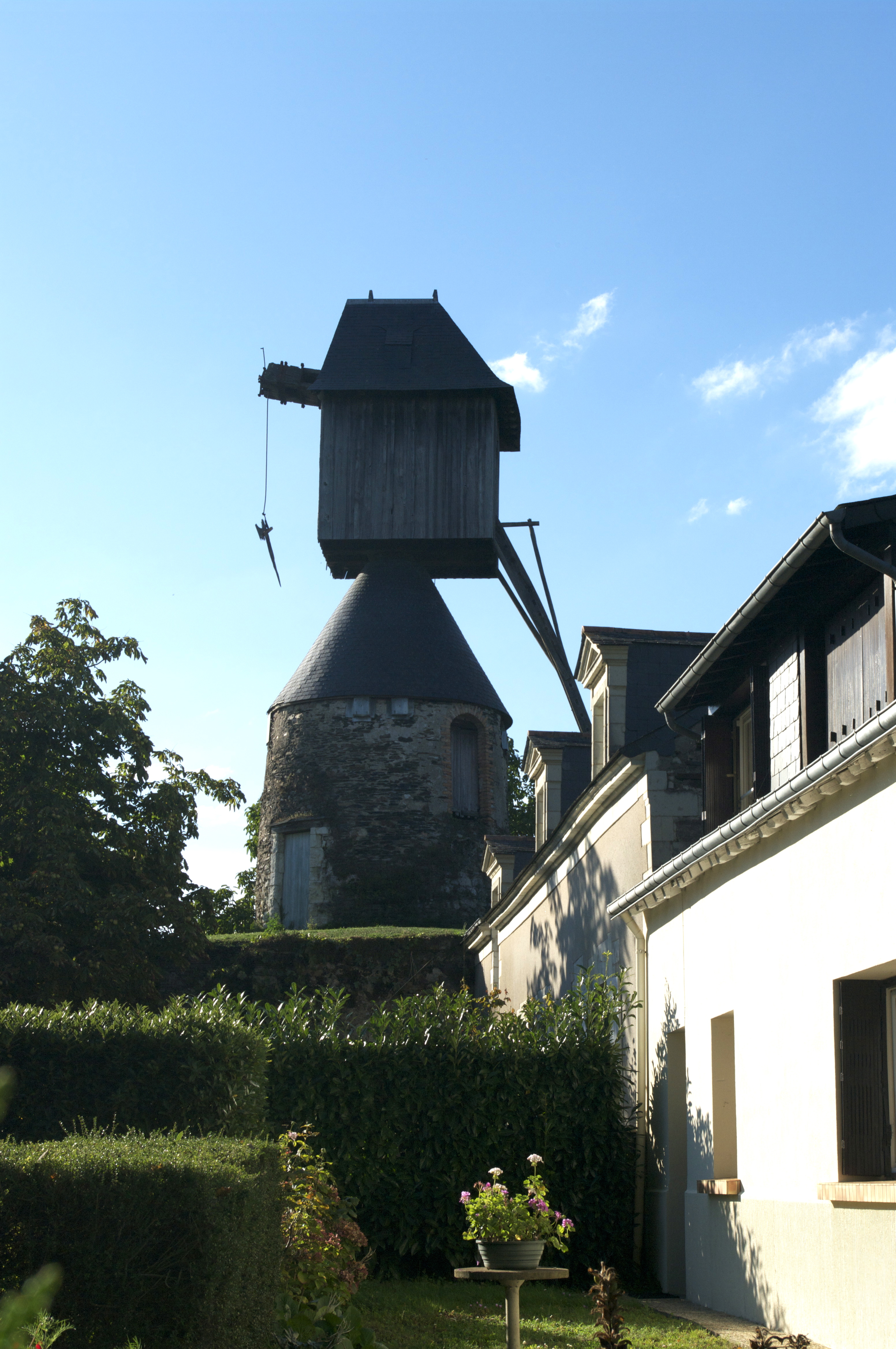
Vue de gauche
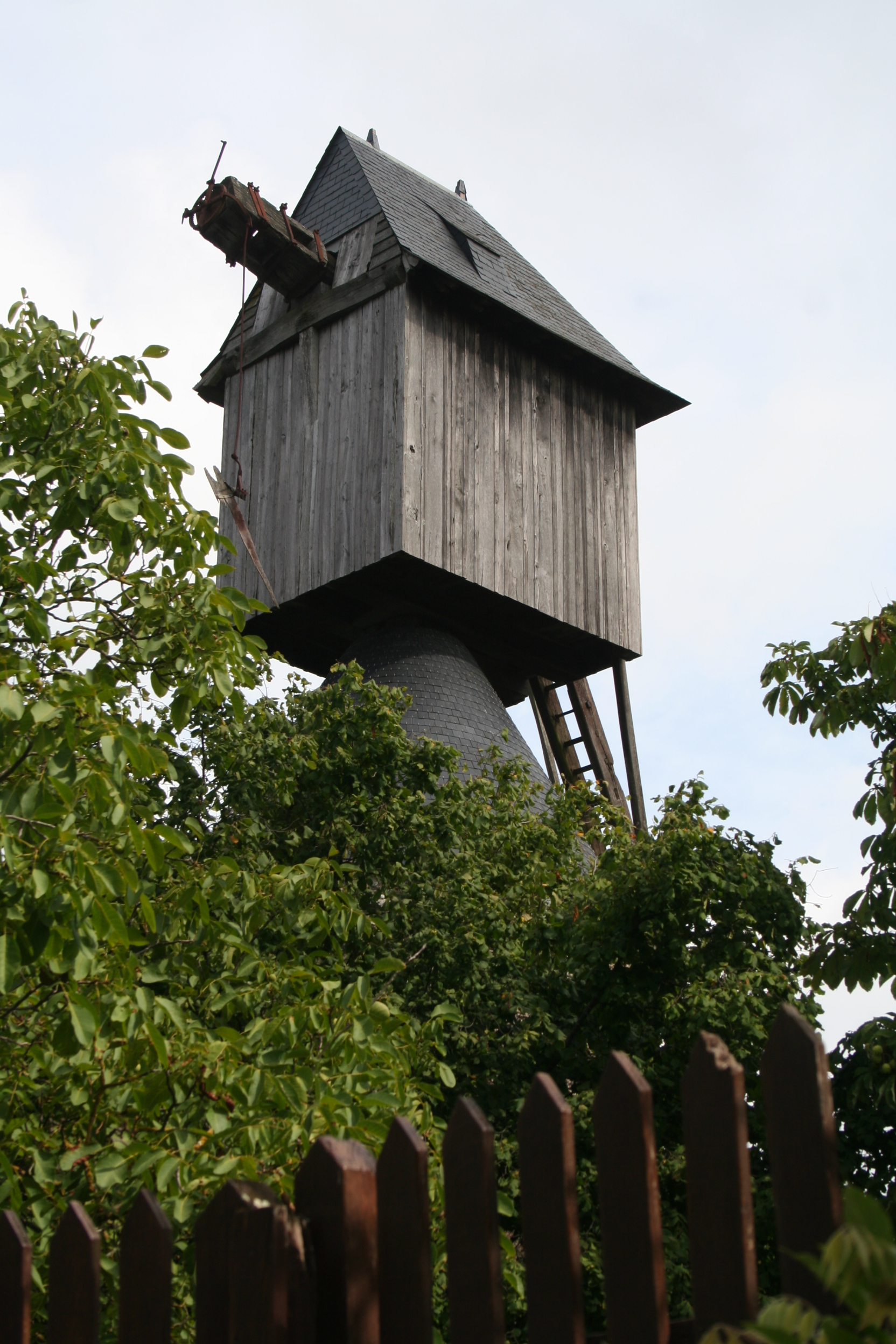